# Palpimanus carmania
Espèce
Palpimanus carmania est une espèce d'araignées aranéomorphes de la famille des Palpimanidae.

## Distribution
Cette espèce est endémique de la province de Kerman en Iran,. Elle se rencontre vers Sirdjan.

## Description
Le mâle holotype mesure 5,50 mm.

## Étymologie
Son nom d'espèce lui a été donné en référence au lieu de sa découverte, la Carmanie.

## Publication originale
- Zamani & Marusik, 2021 : « A new genus and ten new species of spiders (Arachnida, Araneae) from Iran. » ZooKeys, no 1054, p. 95-126 (texte intégral).